# Oscar de la meilleure histoire originale
L’Oscar de la meilleure histoire originale (Academy Award for Best Original Story) est une récompense cinématographique américaine décernée chaque année, de 1929 à 1957 par l'Academy of Motion Picture Arts and Sciences (AMPAS), laquelle décerne également tous les autres Oscars.
Ce prix récompense les auteurs d'une histoire directement écrite pour l'écran et qui n'est donc pas inspirée d'œuvres publiées préalablement. Initialement intitulée Best Original Story, la catégorie a été renommée au cours des années en Best Original Motion Picture Story (1943) et Best Motion Picture Story (1948).
L'Oscar du meilleur scénario original est créé en 1941. Les deux catégories sont fusionnées en 1958 avant de ne plus récompenser, à partir de 1975, que le meilleur scénario original.
Une autre catégorie récompense parallèlement depuis l'origine le meilleur scénario adapté. Lors des 2e et 3e cérémonies, une seule récompense (Writing Achievement) fut attribuée, sans distinction entre les œuvres originales et celles adaptées d'un autre support. Les trois catégories sont officiellement regroupées sous le vocable Writing (« écriture »).

## Palmarès
Note : L'année indiquée est celle de la cérémonie, récompensant les films tournées au cours de l'année précédente. Les lauréats sont indiqués en tête de chaque catégorie et en caractères gras.

### Années 1920 - 1930
- 1929 : Les Nuits de Chicago (Underworld) – Ben Hecht
  - Crépuscule de gloire (The Last Command) – Lajos Biró
- 1930 (avril) : Aucune récompense (voir Oscar du meilleur scénario adapté)
- 1930 (novembre) : Aucune récompense (voir Oscar du meilleur scénario adapté)
- 1931 : La Patrouille de l'aube (The Dawn Patrol) – John Monk Saunders
  - Au seuil de l'enfer (The Doorway to Hell) - Archie Mayo
  - Laughter – Harry d'Abbadie d'Arrast, Douglas Z. Doty et Donald Ogden Stewart
  - L'Ennemi public (The Public Enemy) – John Bright et Kubec Glasmon
  - Le Beau Joueur – Lucien Hubbard et Joseph Jackson
- 1932 : Le Champion (The Champ) – Frances Marion
  - Le Provocateur (Lady and Gent) – Grover Jones et William McNutt
  - Le Redoutable Témoin (The Star Witness) – Lucien Hubbard
  - What Price Hollywood? – Adela Rogers St. Johns et Jane Murfin
- 1934 : Voyage sans retour (One Way Passage) – Robert Lord
  - Un cœur, deux poings (The Prizefighter and the Lady) – Frances Marion
  - Raspoutine et l'Impératrice (Rasputin and the Empress) – Charles MacArthur
- 1935 : L'Ennemi public n° 1 (Manhattan Melodrama) – Arthur Caesar
  - Hide-Out – Mauri Grashin
  - La Femme la plus riche du monde (The Richest Girl in the World) – Norman Krasna
- 1936 : Le Goujat (The Scoundrel) – Ben Hecht et Charles MacArthur
  - Broadway Melody 1936 (Broadway Melody of 1936) – Moss Hart
  - Le Gai Mensonge (The Gay Deception) – Stephen Avery et Don Hartman
  - Les Hors-la-loi (G-Men) – Gregory Rogers[3] (nomination non officielle)
- 1937 : La Vie de Louis Pasteur (The Story of Louis Pasteur) – Pierre Collings et Sheridan Gibney
  - Furie (Fury) – Norman Krasna
  - Le Grand Ziegfeld (The Great Ziegfeld) – William McGuire
  - San Francisco – Robert E. Hopkins
  - Trois jeunes filles à la page (Three Smart Girls) – Adele Comandini
- 1938 : Une étoile est née (A Star Is Born) – Robert Carson (en) et William A. Wellman
  - La Légion noire (Black Legion) – Robert Lord
  - L'Incendie de Chicago (In Old Chicago) – Niven Busch
  - La Vie d'Émile Zola (The Life of Emile Zola) – Heinz Herald et Géza Herczeg
  - Deanna et ses boys (One Hundred Men and a Girl) – Hans Kraly
- 1939 : Des hommes sont nés (Boys Town) – Eleanore Griffin et Dore Schary
  - La Folle Parade (Alexander's Ragtime Band) – Irving Berlin
  - Les Anges aux figures sales (Angels with Dirty Faces) – Rowland Brown
  - Blocus (Blockade) – John Howard Lawson
  - Délicieuse (Mad About Music) – Marcella Burke et Frederick Kohner
  - Pilote d'essai (Test Pilot) – Frank Wead

### Années 1940
- 1940 : Monsieur Smith au Sénat (Mr. Smith Goes to Washington) – Lewis R. Foster
  - Mademoiselle et son bébé (Bachelor Mother) – Felix Jackson
  - Elle et lui (Love Affair) – Mildred Cram et Leo McCarey
  - Ninotchka – Melchior Lengyel
  - Vers sa destinée (Young Mr. Lincoln) – Lamar Trotti
- 1941 : Arise, My Love – Benjamin Glazer et John Toldy
  - Camarade X (Comrade X) – Walter Reisch
  - La Vie de Thomas Edison (Edison, the Man) – Hugo Butler et Dore Schary
  - Mon épouse favorite (My Favorite Wife) – Leo McCarey, Bella Spewack et Samuel Spewack
  - Le Cavalier du désert (The Westerner) – Stuart N. Lake
- 1942 : Le Défunt récalcitrant (Here Comes Mr. Jordan) – Harry Segall
  - Boule de feu (Ball of Fire) – Thomas Monroe et Billy Wilder
  - Un cœur pris au piège (The Lady Eve) – Monckton Hoffe
  - L'Homme de la rue (Meet John Doe) – Richard Connell et Robert Presnell Sr
  - Train de nuit pour Munich (Night Train to Munich) – Gordon Wellesley
- 1943 : 49e Parallèle (49th Parallel - The Invaders) – Emeric Pressburger
  - L'amour chante et danse (Holiday Inn) – Irving Berlin
  - Vainqueur du destin (The Pride of the Yankees) – Paul Gallico
  - La Justice des hommes (The Talk of the Town) – Sidney Harmon
  - La Glorieuse Parade (Yankee Doodle Dandy) – Robert Buckner
- 1944 : Et la vie continue (The Human Comedy) – William Saroyan
  - Convoi vers la Russie (Action in the North Atlantic) – Guy Gilpatric
  - Destination Tokyo – Steve Fisher
  - Plus on est de fous (The More the Merrier) – Frank Ross et Robert Russell
  - L'Ombre d'un doute (Shadow of a Doubt) – Gordon McDonell
- 1945 : La Route semée d'étoiles (Going My Way) – Leo McCarey
  - Un nommé Joe (A Guy Named Joe) – David Boehm et Chandler Sprague
  - Lifeboat – John Steinbeck
  - None Shall Escape – Alfred Neumann et Joseph Than
  - J'avais cinq fils (The Sullivans) – Edward Doherty et Jules Schermer
- 1946 : La Maison de la 92e Rue (The House on 92nd St.) – Charles Booth
  - Les Caprices de Suzanne (The Affairs of Susan) – László Görög et Thomas Monroe
  - A Medal for Benny – John Steinbeck et Jack Wagner
  - Aventures en Birmanie (Objective, Burma!) – Alvah Bessie
  - La Chanson du souvenir (A Song to Remember) – Ernst Marischka
- 1947 : Le Verdict de l'amour (Vacation from Marriage) – Clemence Dane
  - La Double Énigme (The Dark Mirror) – Vladimir Pozner
  - L'Emprise du crime (The Strange Love of Martha Ivers) – John Patrick
  - Le Criminel (The Stranger) – Victor Trivas
  - À chacun son destin (To Each His Own) – Charles Brackett
- 1948 : Miracle sur la 34e rue (Miracle on 34th Street) – Valentine Davies
  - La Cage aux rossignols – Georges Chaperot et René Wheeler
  - C'est arrivé dans la Cinquième Avenue (It Happened on Fifth Avenue) – Herbert Clyde Lewis et Frederick Stephani
  - Le Carrefour de la mort (Kiss of Death) – Eleazar Lipsky
  - Une vie perdue (Smash Up - The Story of a Woman) – Frank Cavett et Dorothy Parker
- 1949 : Les Anges marqués (The Search) – Richard Schweizer et David Wechsler
  - Louisiana Story – Robert Flaherty et Frances Flaherty
  - La Cité sans voiles (The Naked City) – Malvin Wald
  - La Rivière rouge (Red River) – Borden Chase
  - Les Chaussons rouges (The Red Shoes) – Emeric Pressburger

### Années 1950
- 1950 : Un homme change son destin (The Stratton Story) – Douglas Morrow
  - Les Sœurs casse-cou (Come to the Stable) – Clare Boothe Luce
  - Faux Jeu (It Happens Every Spring) – Valentine Davies et Shirley W. Smith
  - Iwo Jima – Harry Brown
  - L'enfer est à lui (White Heat) – Virginia Kellogg
- 1951 : Panique dans la rue (Panic in the Streets) – Edna Anhalt et Edward Anhalt
  - Riz amer (Riso amaro) – Giuseppe De Santis et Carlo Lizzani
  - La Cible humaine (The Gunfighter) – William Bowers et André de Toth
  - Le Mystère de la plage perdue (Mystery Street) – Leonard Spigelgass
  - Planqué malgré lui (When Willie Comes Marching Home) – Sy Gomberg
- 1952 : Ultimatum (Seven Days to Noon) – James Bernard et Paul Dehn
  - La Dame et le Toréador (Bullfighter and the Lady) – Budd Boetticher et Ray Nazarro
  - Les Hommes-grenouilles (The Frogmen) – Oscar Millard
  - Si l'on mariait papa (Here Comes the Groom) – Liam O'Brien et Robert Riskin
  - Teresa – Alfred Hayes et Stewart Stern
- 1953 : Sous le plus grand chapiteau du monde (The Greatest Show on Earth) – Frank Cavett, Fredric M. Frank et Theodore St. John
  - My Son John – Leo McCarey
  - L'Énigme du Chicago Express (The Narrow Margin) – Martin Goldsmith et Jack Leonard
  - The Pride of St. Louis – Guy Trosper
  - L'Homme à l'affût (The Sniper) – Edward Anhalt et Edna Anhalt
- 1954 : Vacances romaines (Roman Holiday) – Ian McLellan Hunter[4]
  - Le Grand Secret (Above and Beyond) – Beirne Lay Jr.
  - Capitaine Paradis (The Captain's Paradise) – Alec Coppel
  - Hondo, l'homme du désert (Hondo) – Louis L'Amour (nomination annulée - cf. infra)
  - Le Petit Fugitif (Little Fugitive) – Ray Ashley, Morris Engel et Ruth Orkin
- 1955 : La Lance brisée (Broken Lance) – Philip Yordan
  - Pain, Amour et Fantaisie (Pane, amore e fantasia) – Ettore Margadonna
  - Jeux interdits – François Boyer
  - Les Gens de la nuit (Night People) – Jed Harris et Tom Reed
  - La Joyeuse Parade (There's No Business Like Show Business) – Lamar Trotti
- 1956 : Les Pièges de la passion (Love Me or Leave Me) – Daniel Fuchs
  - La Guerre privée du major Benson (The Private War of Major Benson) – Joe Connelly et Bob Mosher
  - La Fureur de vivre (Rebel Without a Cause) – Nicholas Ray
  - Le Mouton à cinq pattes – Jean Marsan, Jacques Perret, Raoul Ploquin, Henri Troyat et Henri Verneuil
  - Strategic Air Command – Beirne Lay Jr.
- 1957 : Les clameurs se sont tues (The Brave One) – Robert Rich[4]
  - Tu seras un homme, mon fils (The Eddy Duchin Story) – Leo Katcher
  - High Society – Edward Bernds et Elwood Ullman (nomination annulée - cf. infra)
  - Les Orgueilleux – Jean-Paul Sartre[5]
  - Umberto D. – Cesare Zavattini

## Commentaires
L'écrivain Dalton Trumbo reçut deux fois la récompense mais jamais en son nom propre en raison de son inscription sur la liste noire d'Hollywood pendant le Maccarthysme, qui l'empêchait de travailler officiellement. Il l'a reçue pour la première fois en 1954 sous le pseudonyme de Ian McLellan Hunter pour Vacances romaines et la deuxième fois en 1957 sous le nom de Robert Rich pour Les clameurs se sont tues. Le 2 mai 1975, le producteur et président de l'Académie, Walter Mirisch, remet officiellement la statuette à Trumbo pour Les clameurs se sont tues. En revanche il faudra attendre le 15 décembre 1992 pour que le comité directeur de l'AMPAS le crédite officiellement pour Vacances romaines. La récompense est remise à sa veuve le 10 mai 1993.
En 1954, le producteur et le scénariste de Hondo écrivirent à l'Académie pour s'interroger sur le bien-fondé de la nomination du film dans la catégorie « meilleure histoire originale ». En effet, celui-ci est basé sur la nouvelle The Gift of Cochise, par l'auteur nommé, publiée en 1952, qui n'est pas citée au générique. La nomination de M. L'Amour fut retirée, et il se vit offrir la qualité de membre de l'Académie en remerciement.
En 1957, Edward Bernds, Elwood Ullman demandèrent le retrait de leur nomination pour High Society afin de ne pas induire en erreur les votants qui auraient pu le confondre avec le film musical homonyme à succès réalisé par Charles Walters et sorti quelques mois plus tard.